# Notiophilus substriatus
Notiophilus substriatus (лат.) — вид жуков-жужелиц из подсемейства плотинников. Распространён в Европе (от Испании и Италии на север вплоть до Голландии, Германии и Британских островов, в том числе в Ирландии), Турции и Марокко. Длина тела имаго 4,5—5,5 мм. Жуки бронзового цвета со слабым зеленоватым отблеском. Обитают на хорошо дренируемых низменностях, часто занятых под сельское хозяйство.